# Sébastien Ostertag
Sébastien Ostertag (* 16. März 1979 in Paris/Frankreich) ist ein französischer Handballtrainer. Als aktiver Handballspieler wurde der 1,73 m große Ostertag meist als Linksaußen eingesetzt.

## Karriere
Sébastien Ostertag begann bei Livry-Gargan HB mit dem Handballspiel. Dort gab er auch sein Profidebüt und stieg 1999 in die erste französische Liga auf. Nachdem sein Team sofort wieder abgestiegen war, ging Ostertag zum Athletic Club de Boulogne-Billancourt, kehrte aber nach nur einem Jahr zu seinem Heimatclub zurück. 2003 stieg er wiederum in die erste Liga auf; beim erneuten Abstieg 2005 schloss er sich jedoch 2005 dem Tremblay en France HB an. Von 2012 bis 2015 spielte er beim Zweitligisten Chartres MBH 28. Dort übernahm er in der Saison 2018/19 das Amt des Assistenztrainers.
Sébastien Ostertag hat 51 Länderspiele für die französische Nationalmannschaft bestritten. Bei der Europameisterschaft 2008 in Norwegen gewann er mit seinem Land Bronze. 2009 wurde er mit Frankreich Weltmeister und 2010 Europameister.